# قضريمة
قضريمة : بضم القاف وسكون الظاء المعجمة وفتح الراء، إحدى قبائل حميضة من بارق، تقع بلادهم في شمالي محافظة بارق على مسافة 25 كيلاً. يحدها من الشمال عمارة بلقرن، من الشرق المجاردة وآل فصيل، من الجنوب آل حجري، ومن الغرب ثربان.

## النسب
قضريمة : قَبِيلُ من بطن حميضة من بارق بن عدي بن حارثة بن عمرو مزيقياء بن عامر بن حارثة بن امريء القيس بن ثعلبة بن مازن بن الأزد بن الغوث بن نبت بن مالك بن زيد بن كهلان بن سبأ. تنقسم هذه القبيلة إلى قسمين هما:
| آل المجنب |

| آل فُضَيلة |

ويقدر عدد أفراد هذه القبيلة بحوالي أربعة آلاف نسمة، ويشغل منصب مشيختها بكري بن صلام بن محمد بن مبيت بن علي بن مبيت البارقي.

## قرى قضريمة
| [أيقونة] | هذا القسم فارغ أو غير مكتمل. ساهم في توسيعه. (نوفمبر 2018) |

| [أيقونة] | هذا القسم فارغ أو غير مكتمل. ساهم في توسيعه. (نوفمبر 2018) |

| [أيقونة] | هذا القسم فارغ أو غير مكتمل. ساهم في توسيعه. (نوفمبر 2018) |

| [أيقونة] | هذا القسم فارغ أو غير مكتمل. ساهم في توسيعه. (نوفمبر 2018) |

| [أيقونة] | هذا القسم فارغ أو غير مكتمل. ساهم في توسيعه. (نوفمبر 2018) |

## أعلام
- حامد البارقي